# Ga Sala Daeng BTS
Ga Sala Daeng (tiếng Thái: สถานีศาลาแดง) là một ga BTS Skytrain, trên Tuyến Silom trong quận Bang Rak, Bangkok, Thái Lan. Nhà ga nằm trên Đường Si Lom đến phía Tây Nam của giao lộ Sala Daeng. Xung quanh nó là trung tâm tài chính cùng với đường Si Lom với các tòa nhà và cao ốc, và nó có khu giải trí của Patpong và Thaniya.

## Bố trí ga
|              |                                     |                                                                 |
| U5 Sân ga    | Sân ga 4                            | Tuyến Silom hướng đi Sân vận động quốc gia                      |
| U5 Sân ga    | Bên hông tàu, cửa sẽ mở ra bên trái |                                                                 |
| U3 Sân ga    | Sân ga 3                            | Tuyến Silom hướng đi Bang Wa                                    |
| U3 Sân ga    | Bên hông tàu, cửa sẽ mở ra bên trái |                                                                 |
| U2 Phòng chờ | Phòng chờ                           | Lối thoát, bán vé, Skywalk đến MRT Silom, nối với Silom Complex |
| G            |                                     |                                                                 |
| -            | Điểm dừng xe buýt, Đường Silom      |                                                                 |

## Cơ sở
- Sky Walk cao đến Ga Si Lom (Tuyến Bangkok Metro Xanh trong hệ thống ngầm), giao giữa Sala Dang và Bệnh viện tưởng niệm vua Chulalongkorn